# Геліцекультура
Геліцекультура (равликівництво) — вид агробізнесу та тваринництва з вирощування равликів для використання у харчовій та косметологічній промисловості. 

## Історія
В Римській імперії дикого виноградного равлика розводили в садах для споживання. Оскільки цей делікатес вважався афродизіаком — подавали його пізно ввечері.

## Торгівля
Попит на продукцію равликівництва у світі постійно зростає. Найбільшими імпортерами равликів у світі є: Китай, Франція, Італія, Іспанія, Греція, Бельгія, Польща, Румунія, Литва.
В Україні також є равликові ферми, на яких вирощуються равлики видів: 
• Helix pomatia (равлик виноградний);
• Helix aspersa Muller (підвид равлик садовий);
• Helix aspersa Maxima (підвид равлик садовий).
Із світового обороту, тільки 15-20% вирощуються на спеціальних фермах, більша частина збирається в природних умовах. В більшості країн світу і в Європі збір равликів в дикій природі заборонений, оскільки це завдає шкоди екосистемі та має екологічні наслідки. Равликів вирощують для харчування та для використання у косметології.